# 녹황색 채소
녹황색 채소(綠黃色菜蔬)는 녹색이나 등황색을 띠는 채소이다. 거의 대부분의 채소가 이에 속한다. 녹황 색채소에는 베타카로틴이 많아 비타민 A의 좋은 공급원이 된다. 무청, 시금치, 고춧잎, 양박잎, 쑥 등에는 비타민 C가 많이 들어 있다. 그 밖에도 녹황색채소에는 칼슘, 칼륨, 무기질도 많아 육류와 곡류와 같은 산성식품을 중화하는 구실을 한다.